# Abdelhak Kherbache
Pour les articles homonymes, voir Kherbache.
Abdelhak Kherbache, né le 25 juin 1995, est un lutteur libre algérien.

## Carrière
Abdelhak Kherbache est médaillé d'argent dans la catégorie des moins de 57 kg aux Championnats d'Afrique de lutte 2014 à Tunis, aux Championnats d'Afrique de lutte 2015 à Alexandrie et aux Championnats d'Afrique de lutte 2017 à Marrakech. Il est ensuite médaillé de bronze dans cette même catégorie aux Championnats d'Afrique de lutte 2018 à Port Harcourt avant d'obtenir le titre aux Championnats d'Afrique de lutte 2019 à Hammamet, aux Jeux africains de 2019 à Rabat et aux Championnats d'Afrique de lutte 2020 à Alger.
Finaliste du tournoi de qualification Afrique-Océanie à Hammamet, il se qualifie pour les Jeux olympiques de Tokyo.
Il est médaillé d'or dans la catégorie des moins de 61 kg aux Championnats d'Afrique de lutte 2022 à El Jadida ainsi qu'aux Championnats d'Afrique de lutte 2023 à Hammamet, aux Jeux panarabes de 2023 à Alger et aux Championnats d'Afrique de lutte 2024 à Alexandrie.